# Cyrtandra oenobarba
Cyrtandra oenobarba är en tvåhjärtbladig växtart som beskrevs av Horace Mann. Cyrtandra oenobarba ingår i släktet Cyrtandra och familjen Gesneriaceae. Inga underarter finns listade i Catalogue of Life.